# Красница (Львовская область)
Красница (укр. Красниця) — село в Бисковичской сельской общине Самборского района Львовской области Украины.
Население по переписи 2001 года составляло 98 человек. Занимает площадь 1,08 км². Почтовый индекс — 81422. Телефонный код — 3236.